# François Jacob
François Jacob (født 17. juni 1920 i Nancy i Frankrig, død 19. april 2013) var en jødisk fransk biolog, der sammen med Jacques Monod udviklede hypotesen om at kontrollen med mængden af enzymer i levende celler sker ved feedback på transskription. Han vandt Nobelprisen i medicin i 1965 til deling med Jacques Monod og André Lwoff.